# Brigham Young University
 Brigham Young University  er et universitet i Provo i delstaten Utah i USA. Det er knyttet til Jesu Kristi Kirke af Sidste Dages Hellige (mormonerne). Det blev grundlagt i 1875 af den tyske gymnasielærer Karl G. Mäser, og fik da navnet Brigham Young Academy. Brigham Young var anden præsident af mormonkirken. 
Eftersom BYU er et konfessionelt universitet, er de fleste af studenterne medlemmer af Jesu Kristi Kirke af Sidste Dages Hellige. Men principielt er universitetet åbent for alle. 
Ved siden af sin hovedcampus i Provo har BYU også studiecentre i Jerusalem, London, Paris og andre steder, og den har de affilierede søsterinstitutioner BYU Hawaii og BYU Idaho.

## Eksternt link
- Brigham Young University

40°15′06″N 111°39′06″V / 40.2517°N 111.6517°V